# Trojský most
Trojský most je silniční a tramvajový ocelový obloukový most přes Vltavu v Praze. Veřejnosti byl slavnostně otevřen 4. října 2014, doprava na něj vyjela o dva dny později. Vede z Partyzánské ulice v Holešovicích do oblasti ulic Nové Povltavské a Trojské v Troji. Slouží místní dopravě a nahradil původní provizorní trojský tramvajový most, zvaný „Rámusák“, který sloužil od roku 1981 do roku 2013. Na severním předmostí je mimoúrovňovou křižovatkou Troja propojen s Městským okruhem.

## Historie

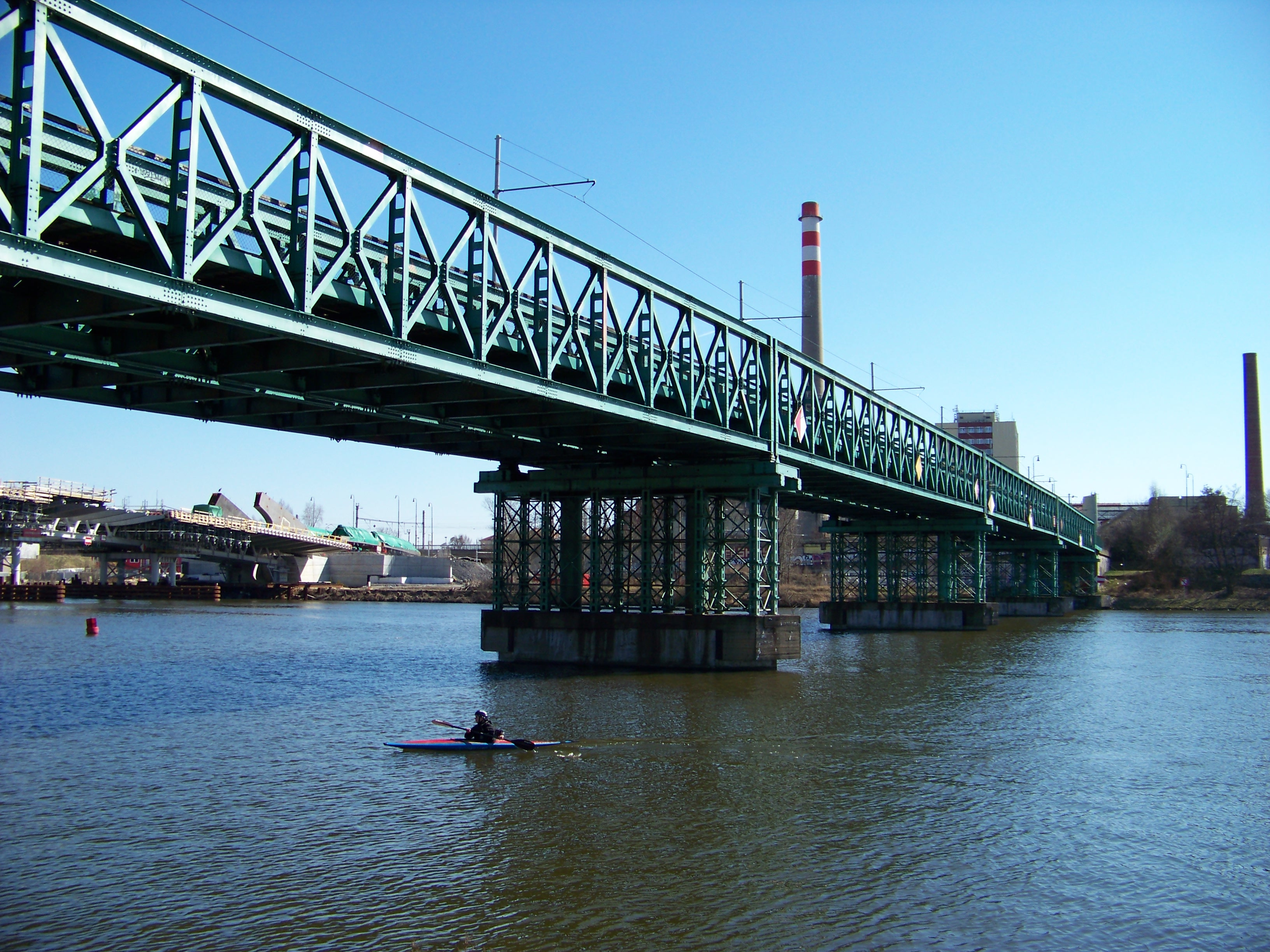
Předchůdce Trojského mostu, provizorní Trojský tramvajový most (1981–2013). V pozadí je výstavba Trojského mostu.

Na místě Trojského mostu stál od roku 1981 provizorní Trojský tramvajový most, ten sloužil pro tramvaje a chodce. Rok před dokončením mostu Trojského byl zrušen.

### Architektonická soutěž
Architektonicko-konstrukční řešení vybral Magistrát hlavního města Prahy z 20 návrhů v soutěži vypsané roku 2005. První cena spojená s odměnou 700 tisíc korun byla na podzim 2006 udělena návrhu, jehož autory jsou Ing. Jiří Petrák, Ing. Ladislav Šašek (Mott MacDonald Praha s. r. o.) a Doc. Ing. arch. Roman Koucký a Ing. akad. arch. Libor Kábrt (Roman Koucký architektonická kancelář s. r. o.).
Druhá cena nebyla udělena. Třetí cenu (450.000 Kč) získaly dva návrhy, autorem prvního je Prof. Ing. Jiří Stráský (Stráský, Hustý a partneři s. r. o.), autorem druhého Ing. arch. David Titz, Ing. arch. Zbyněk Svoboda, Ing. Ladislav Huryta, Martin Matůšů (ARCHicon s. r. o.). Ve druhém kole bylo hodnoceno celkem pět návrhů, autorem dalšího (č. 4) byli Ing. arch. Roman Gale, Ing. arch. Michal Palaščák, spoluautoři: Bc. Barbora Šimonová, Bc. Libor Dašek (Atelier AGP) a dalšího (č. 9) Ing. arch. Martin Rösler, Ing. Vít Havlíček, spolupráce: Michaela Chvojková, Radek Jiránek. Porota měla 11 členů, z toho 2 zástupci magistrátu, po jednom zástupci městských částí Praha 7 a Praha 8, 4 zástupci České komory architektů, 2 zástupci České komory autorizovaných inženýrů a techniků činných ve výstavbě (ČKAIT) a 1 zástupce České společnosti pro systémovou integraci. Na odměnách bylo autorům pěti projektů, které postoupily do druhého kola, rozděleno celkem 2,6 milionu Kč.
Realizační dokumentaci vyprojektovala společnost Mott MacDonald, ocelovou konstrukci navrhla společnost Excon (ing. Vladimír Janata, ing. Dalibor Gregor), projekt výsunu mostu zpracoval doc. ing. Lukáš Vráblík ze společnosti Novák & Partner.

### Nedodržené zadání
Provedení mostu se stalo tématem politických diskusí poté, kdy se ukázalo, že došlo k navýšení původně kalkulované ceny tunelu Blanka a navazujících staveb Městského okruhu téměř o polovinu původní ceny. Mluvčí Metrostavu uvedl jako příklad, že v zadávací dokumentaci byl jednoduchý most v ceně asi 400 milionů Kč, po uzavření kontraktu s Metrostavem však vyhlásilo město Praha konstrukčně-architektonickou soutěž, kterou vyhrál most jiný – výrazně dražší, takže spolu s dalšími novými požadavky došlo k navýšení jeho ceny o 720 milionů Kč, tedy téměř na trojnásobek.
Úřad pro ochranu hospodářské soutěže 16. prosince 2014 udělil hlavnímu městu Praze pokutu 11 milionů Kč za to, že stavba byla realizována ve zcela jiné podobě a podle zcela jiného architektonického návrhu, než jaký byl obsahem původní zadávací dokumentace na veřejnou zakázku, také vybraný uchazeč pro zadavatele provedl stavební práce, které nebyly zadány v řádném zadávacím řízení dle zákona o veřejných zakázkách. Praha podala 31. prosince 2014 proti rozhodnutí rozklad.

### Předpokládané zahájení
Dopravní podnik hl. m. Prahy v roce 2008 uváděl jako zamýšlený termín zprovoznění mostu rok 2011. Na stejný rok bylo plánováno zprovoznění tunelu Blanka, to ale bylo mezitím odloženo na konec roku 2012. Ředitel magistrátního odboru městského investora Jiří Toman v roce 2009 uvedl, že most v Troji bude otevřen ke dni otevření tunelu Blanka.

### Výstavba

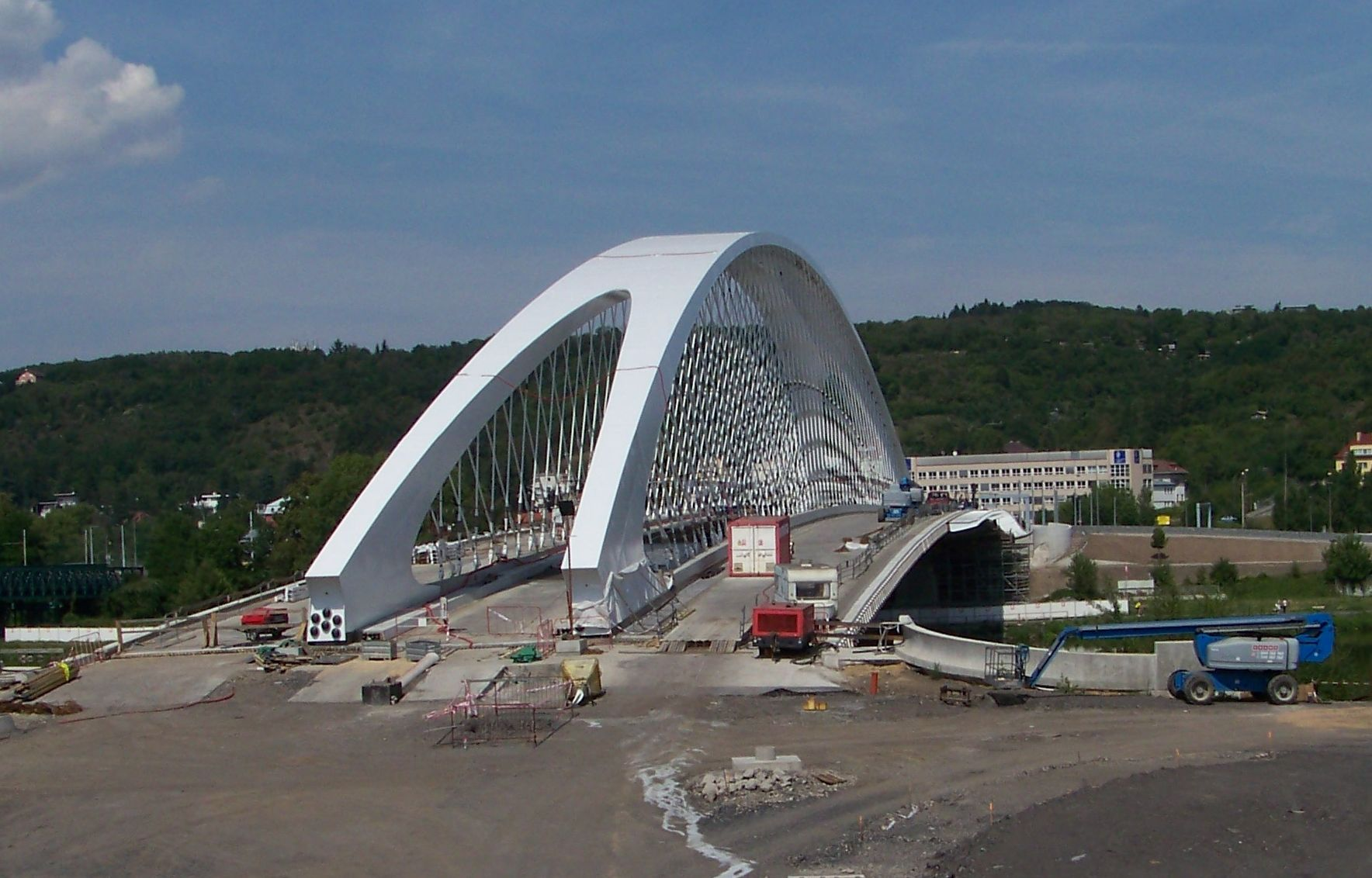
Trojský most při výstavbě v roce 2013, pohled z Holešovic

Stavba mostu byla zahájena v létě 2010. V únoru 2011 ředitel odboru městského investora MHMP oznámil, že most nebude otevřen v roce 2011, jak se původně plánovalo, ale až s celým tunelovým komplexem, tedy nejdříve na přelomu let 2013 a 2014, avšak pro tramvaje bude možná zprovozněn dříve. Podle zprávy ze srpna 2011 měl být most v polovině roku 2013 zprovozněn pro tramvaje a nahradit tak provizorní tramvajový most, který má být bezprostředně poté rozebrán. Podle zpráv z jara 2013 k tomuto zprovoznění mělo dojít až koncem roku 2013. Pro silniční vozidla, cyklisty a chodce měl být zpřístupněn až s otevřením tunelu Blanka, pravděpodobně roku 2014.
Projekt výstavby vedl Bc. Alexandr Tvrz, Ing. Zdeněk Račan a Ing. Petr Koukolík. Ocelovou konstrukci zhotovila Divize 3 Metrostavu a společnost MCE Slaný. Samotný výsun mostu řídili Ing. Tomáš Wangler a Ing. Jiří Lukeš.
Od 20. do 23. srpna 2014 proběhly zatěžovací zkoušky, přes den dynamické, v noci statické. Například ve středu 20. srpna na most najelo 24 plně naložených nákladních aut a 4 tramvaje.
V září 2014 rozhodčí soud rozhodoval, kolik Praha Metrostavu za most zaplatí. Výstavba mostu nakonec hlavní město vyšla celkem na 1,3 miliardy Kč.
Trojský most byl 6. října 2014 zprovozněn pro tramvaje i pro automobily. Tunelový komplex Blanka, který měl být původně otevřený ve stejném termínu, byl zprovozněn až 19. září 2015.

## Popis

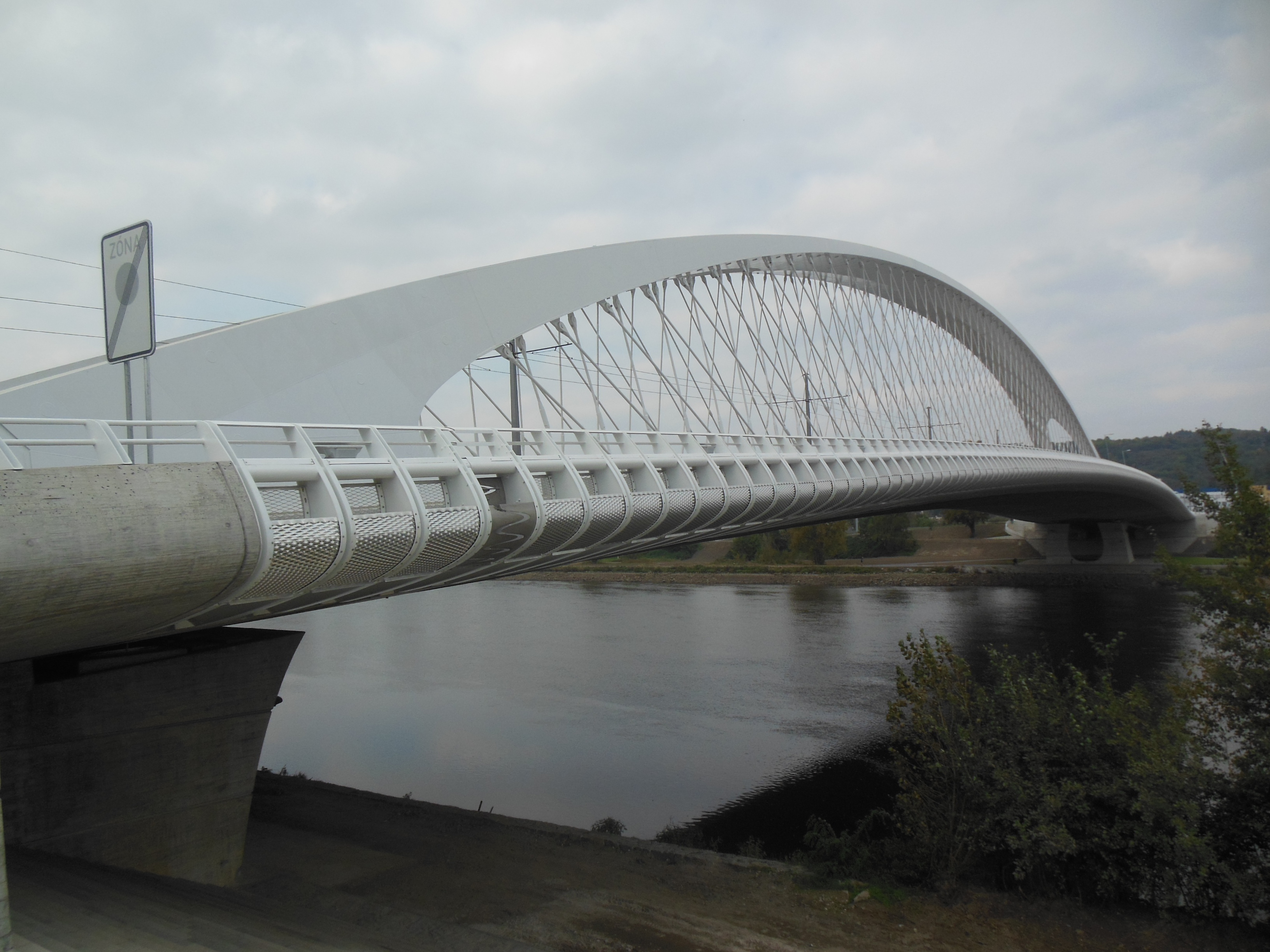
Trojský most, 2014

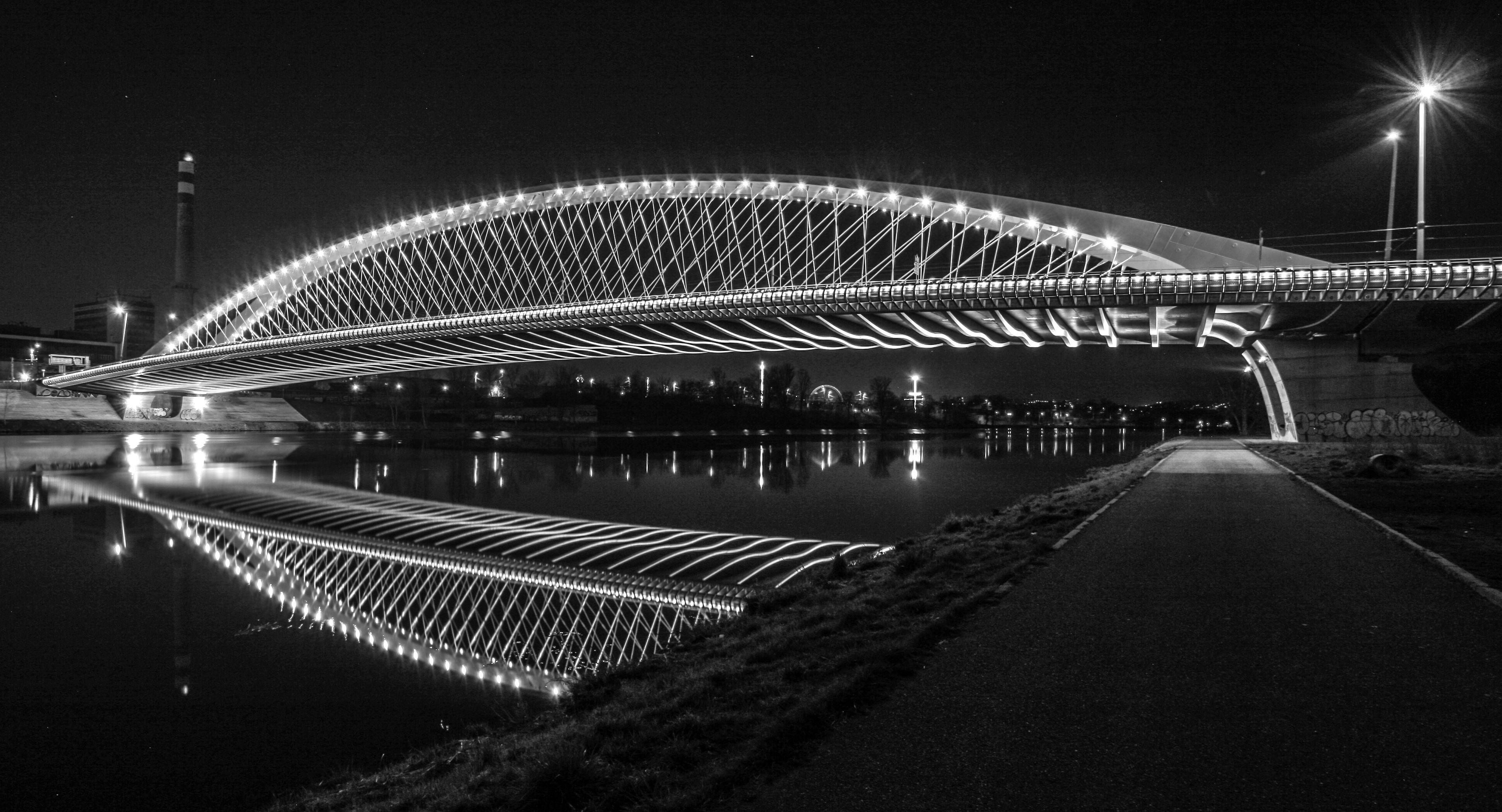
Trojský most v noci HDR Lightning

V soutěži byl vybrán návrh síťového obloukového mostu s dolní mostovkou. Předpjatá deska mostovky je uložena na prefabrikovaných předpjatých příčnících zavěšených přes síťový systém 200 ocelových táhel neboli závěsů do plochého ocelového obloukového nosníku. Délka mostu je asi 262 metry, rozpětí oblouku hlavního pole 200,4 metrů. Celková výška nosné konstrukce jsou asi 34 metry nad maximální plavební hladinou. Opěry a pilíře stojí na vrtaných pilotách ve skalním podloží na březích, do šířky řeky žádný pilíř nezasahuje. Protože je most lokalizován do Trojské kotliny, tak je architektem zamýšlen jako velmi plochý. 
Most má po dvou jízdních pruzích pro každý směr, střední tramvajové těleso, oboustranné chodníky pro pěší a cyklisty. Součástí křižovatky na severním (trojském) předmostí je mimoúrovňová křižovatka Troja, jejíž součástí je zaústění tunelu Blanka na Městském okruhu, s Městským okruhem se zde frekvence z mostu mimoúrovňově kříží s propojením všech směrů, na místní komunikaci v Troji (Povltavská ulice) navazuje prodloužená komunikace z mostu úrovňovou křižovatkou. Pobřežní cyklostezka na trojské straně most podchází.
Podle redaktora trj z Práva považují kritici dva pruhy vozovky v každém směru za naddimenzování, neúměrné šíři železničního podjezdu navazujícího na holešovické straně.

## Název
Objevily se úvahy, že by se most mohl jmenovat po zesnulém prezidentovi Václavu Havlovi, na začátku dubna 2013 však rada hlavního města oficiálně schválila vžitý název Trojský most.

## Ocenění
Rok po zprovoznění získal most v soutěži The European Steel Design Awards 2015 pořádanou Evropským sdružením ocelových konstrukcí cenu Award of Excellence v kategorii mosty. Komise ocenila pomyslné smazávání hranice mezi architekturou a inženýrskými dovednostmi, uvedla: „Trojský most je jako sochařské dílo a krásný doplněk města Prahy“.

## Ve filmu
Trojský most se objevil v následujících filmech a seriálech:
- Modelář (2020, režie: Petr Zelenka)
- Seriál Falcon a Winter Soldier (2021, Marvel Studios)

## Galerie

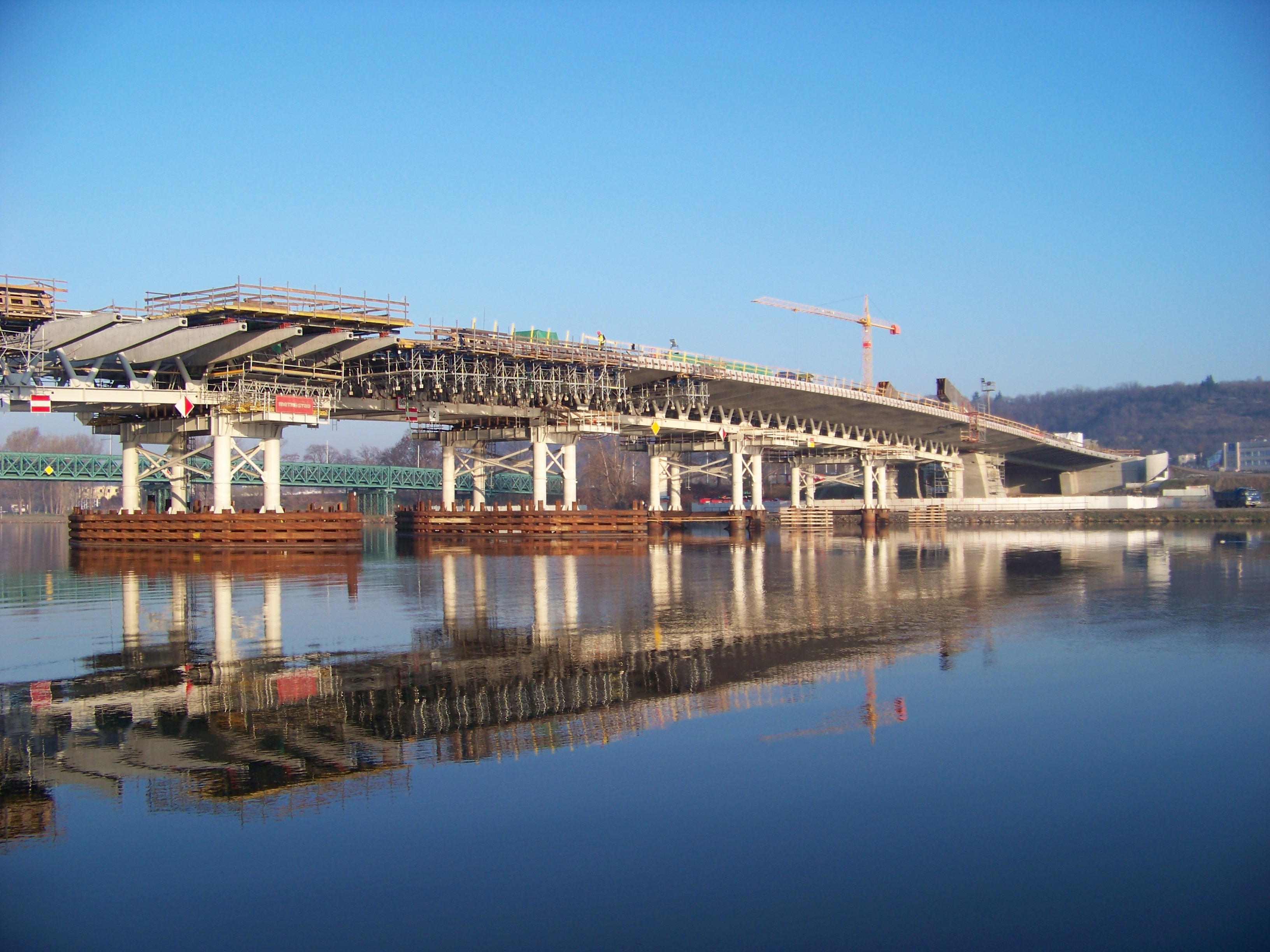
Výstavba Trojského mostu - 2012
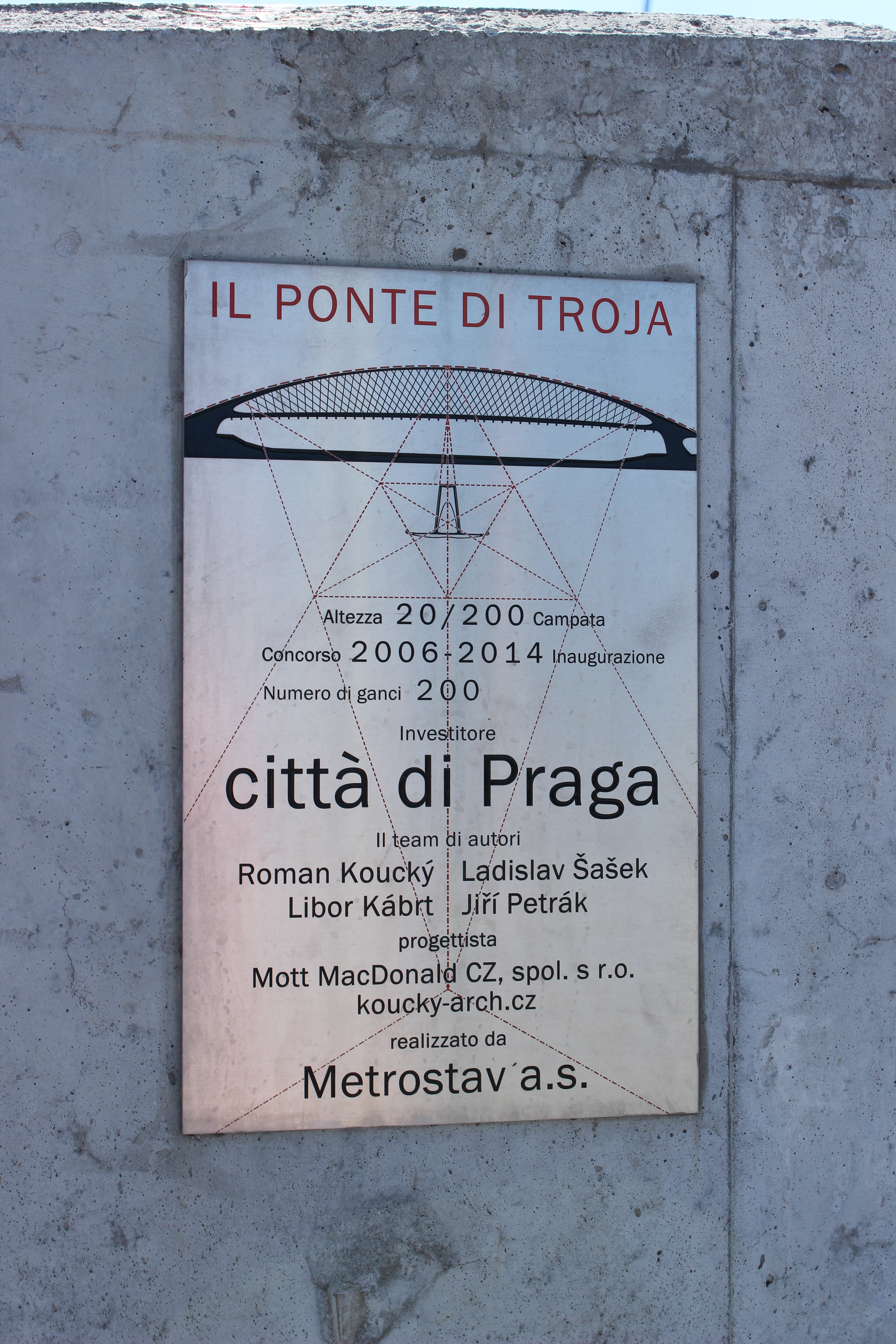
Tabulka u Trojského mostu
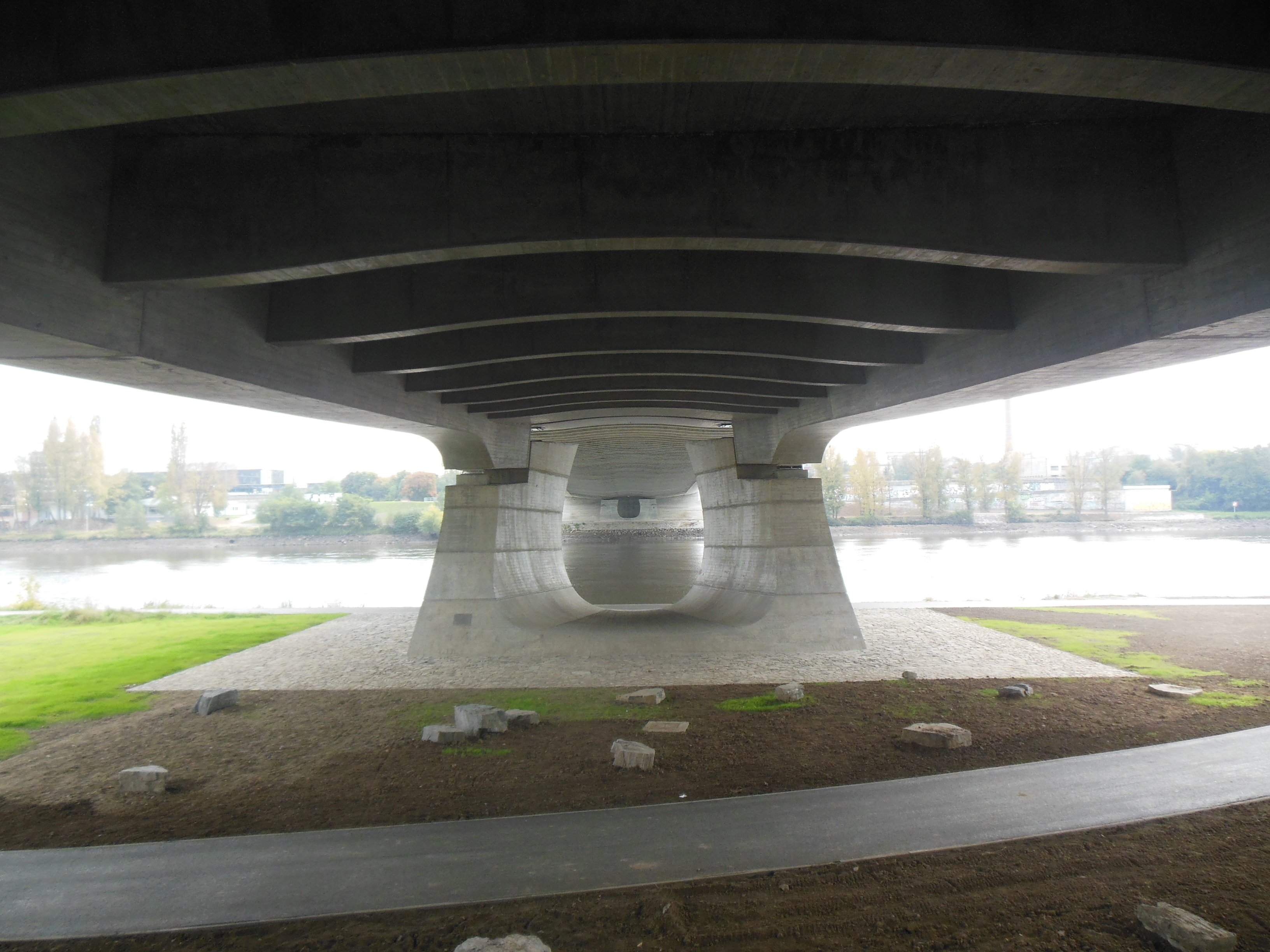
Prostor pod Trojským mostem
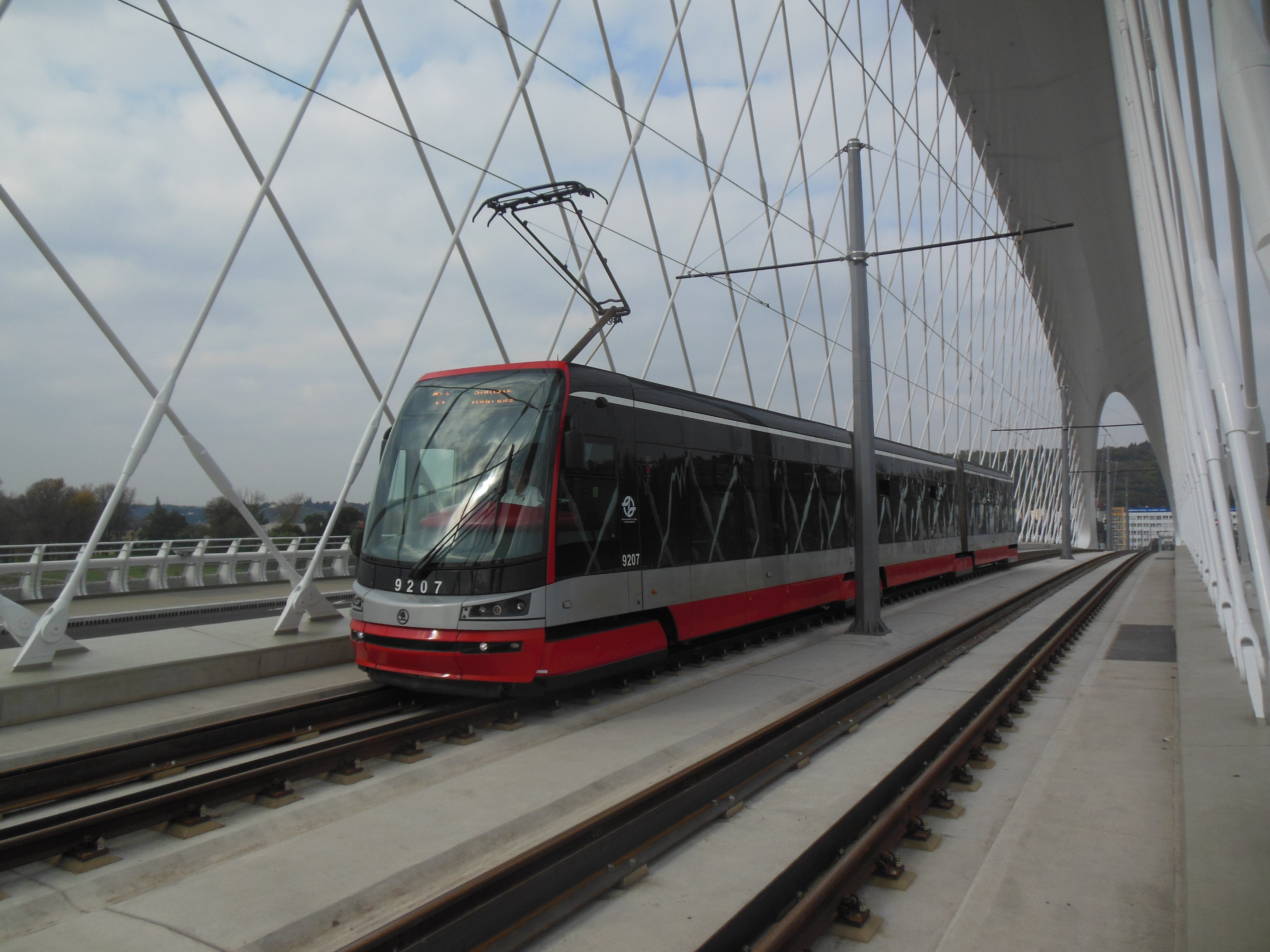
Tramvaj Škoda 15T na Trojském mostě - 2014
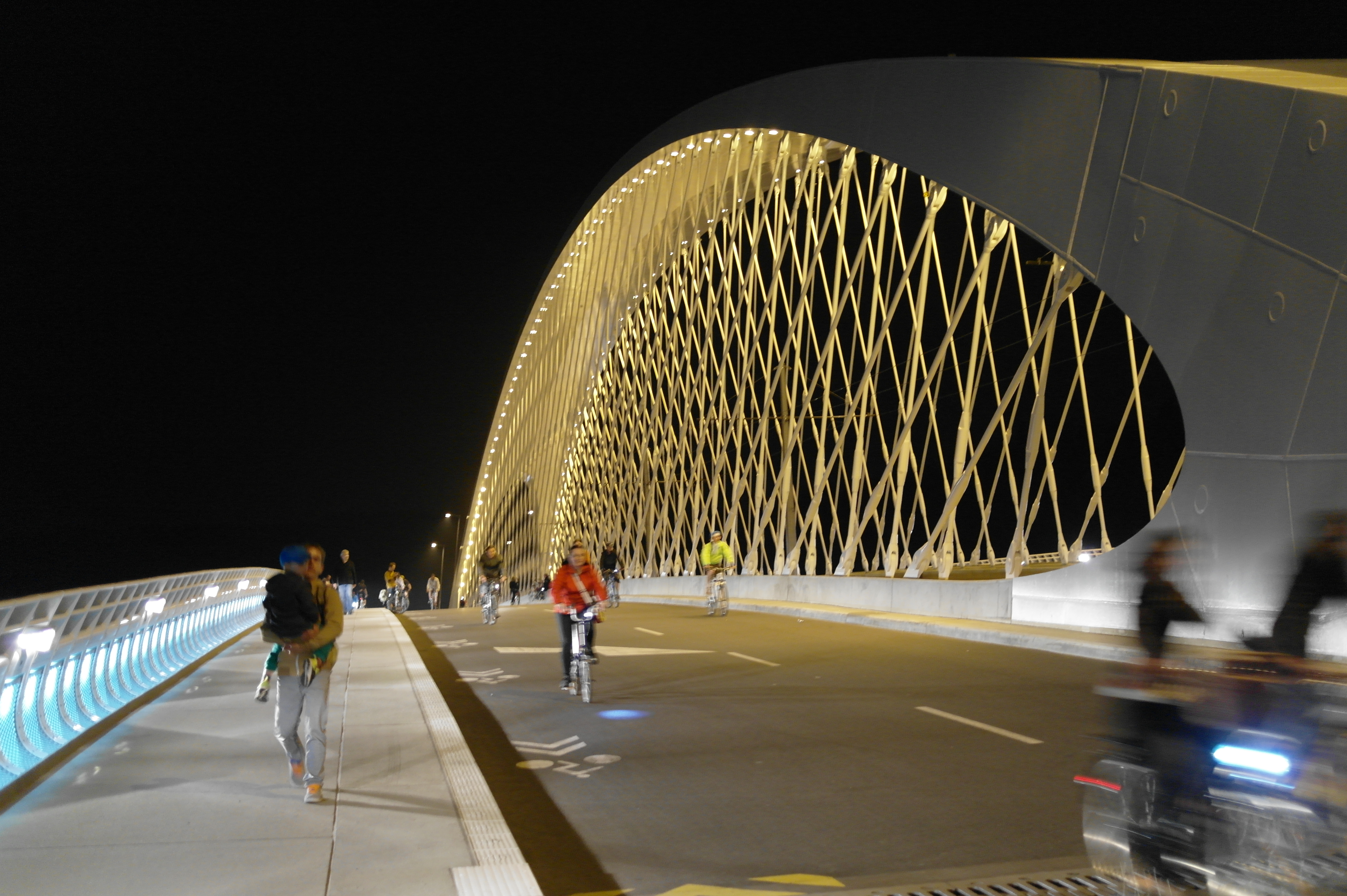
Velká jarní cyklojízda na trojském mostě - 2015
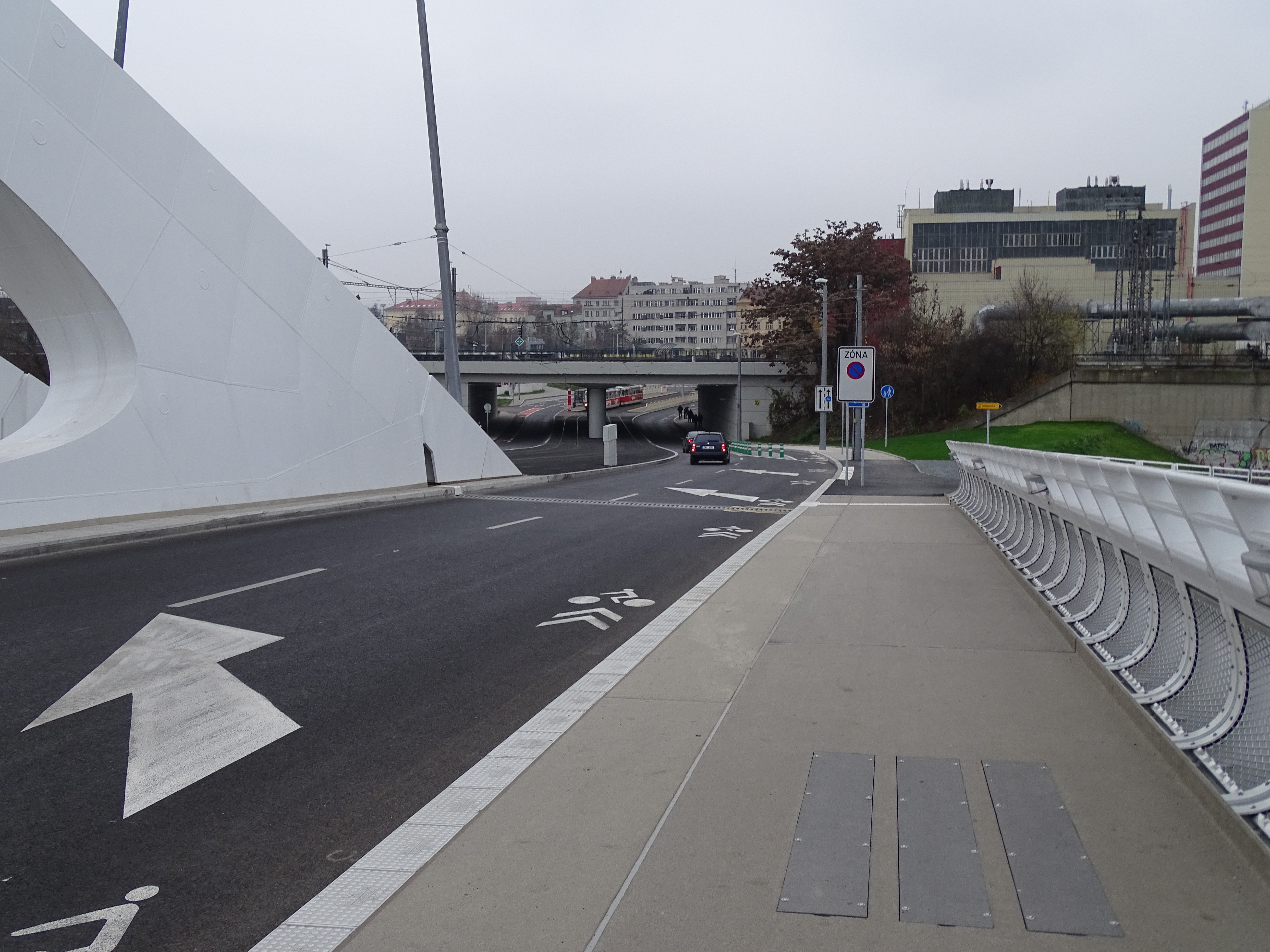
Cyklistická infrastruktura vedoucí z Trojského mostu do Holešovic - 2015
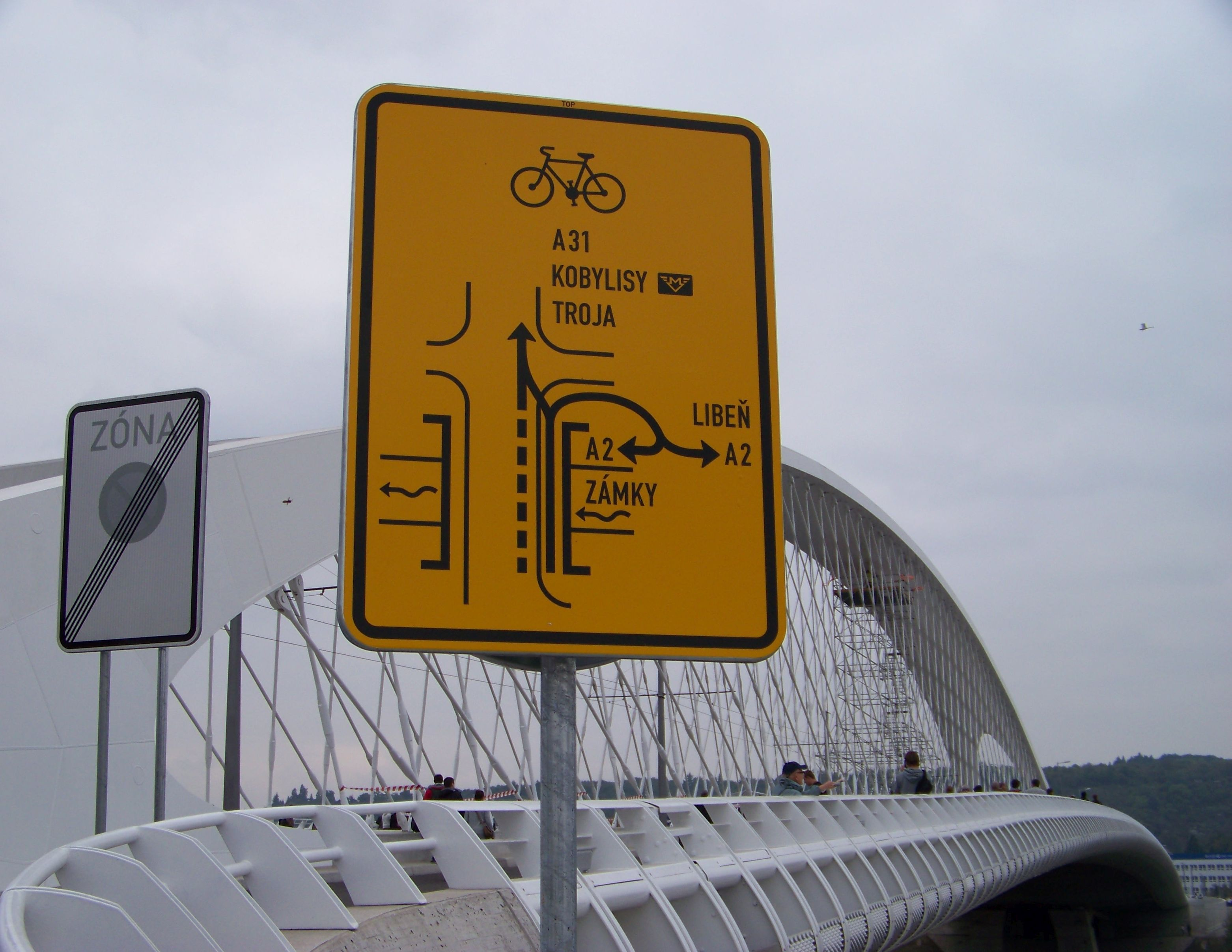
Cyklistická dopravní značka před mostem z holešovické strany
- Trojský most na videu - 2022
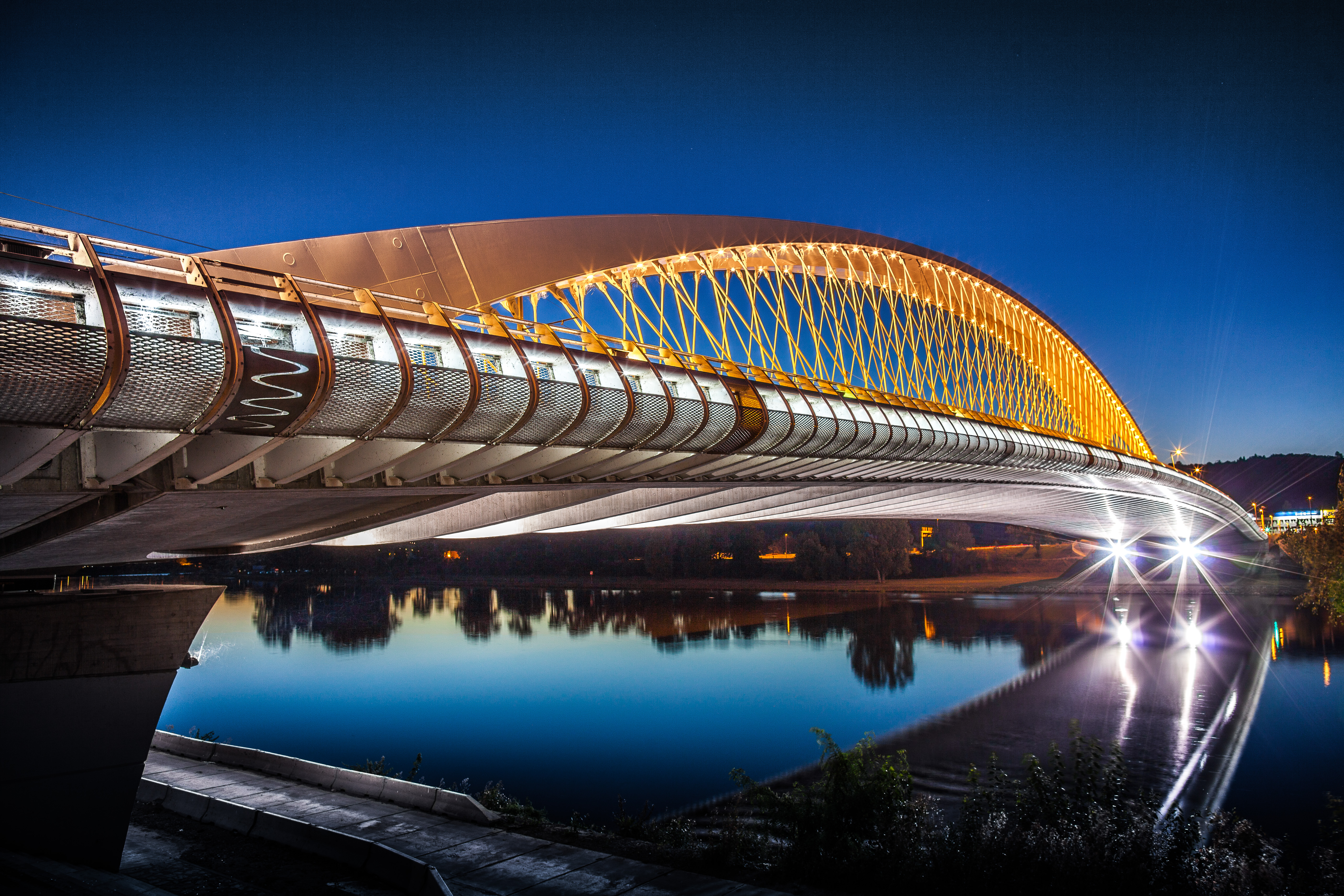
Večerní snímek Trojského mostu - 2016